# Saint-Jean-de-Serres
Saint-Jean-de-Serres är en kommun i departementet Gard i regionen Occitanien i södra Frankrike. Kommunen ligger i kantonen Lédignan som tillhör arrondissementet Alès. År 2022 hade Saint-Jean-de-Serres 536 invånare.

## Befolkningsutveckling
Antalet invånare i kommunen Saint-Jean-de-Serres
Referens:INSEE